# Spijkerkristalkopje
Het spijkerkristalkopje (Didymium clavus) is een slijmzwam behorend tot de familie Didymiaceae. Het komt voor op naaldbomen.

## Kenmerken
De sporocarpen zijn tot 1 mm hoog. De steel is 0,2 tot 0,8 mm lang cilindrisch, stevig, gegroefd en zwart. Het peridium is bestrooid met witte sterkalkkristallen die groter zijn dan de sporen. Het hypothallus is schijfvormig en donker van kleur. Columella is afwezig. De capillitia zijn in grote hoeveelheid aanwezig en kleurloos of lichtpaars van kleur. Ze zijn dun en dichotoom vertakt. De sporen zijn donkerbruin in bulk. Met doorschijnend licht zijn ze bijna kleurloos, met ver uit elkaar geplaatste, zeer fijne, bleke wratten en meten (5-)6-8 µm in diameter.
Het plasmodium is kleurloos of grijs.

## Verspreiding
In Nederland komt het vrij zeldzaam voor. Het staat niet op de rode lijst en is niet bedreigd.